# هيكل فيتون

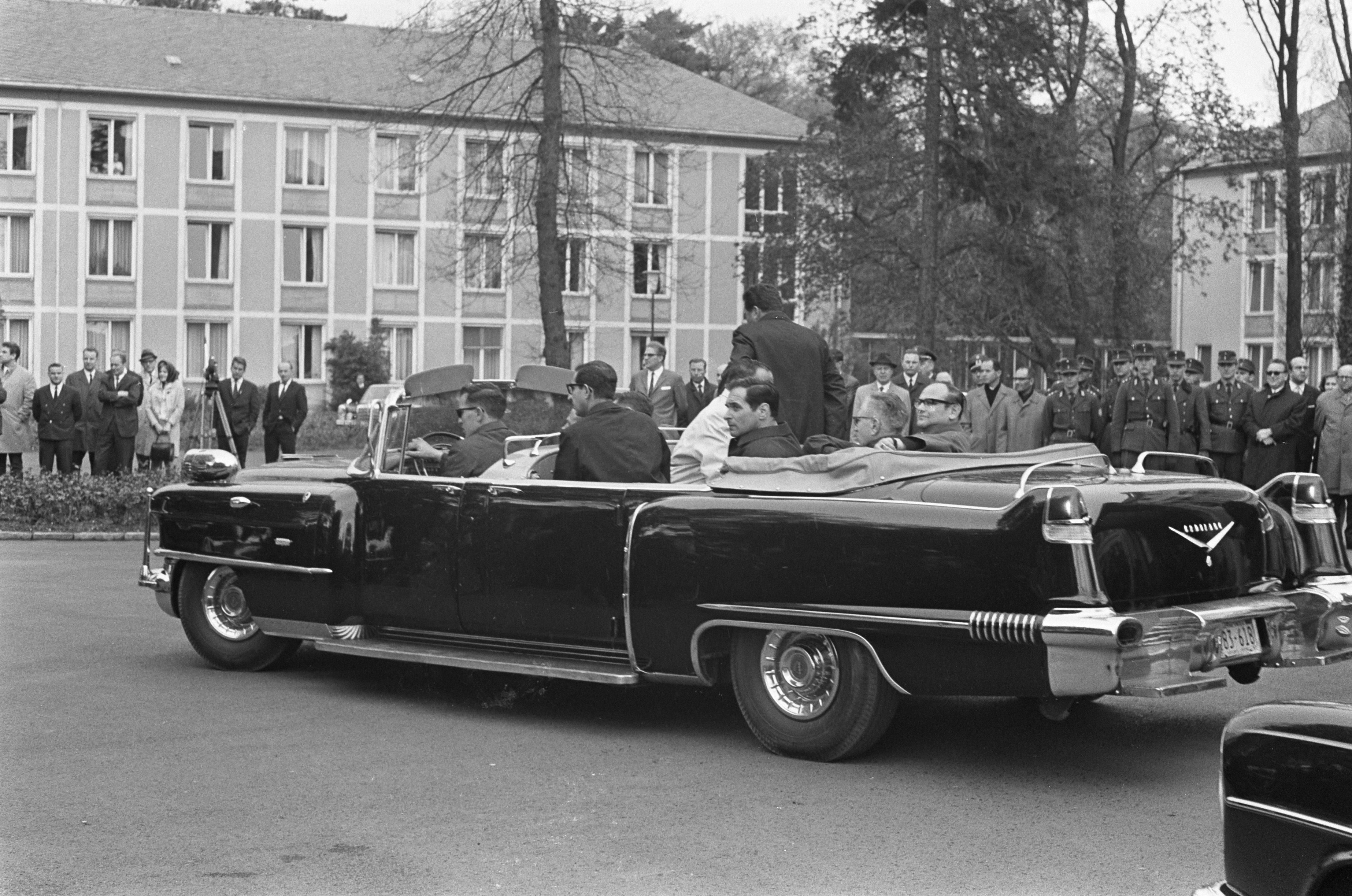
كَدِلاك فَيتون تحمل الرئيس جُنسُن 1967

فَيتُون هي نمط من السيارات المفتوحة بدون أي حماية ثابتة للطقس والتي كانت شائعة من القرن العشرين حتى الثلاثينيات. إنها مكافئة للعربة فيتون السريعة وخفيفة الوزن تجرها الخيول.

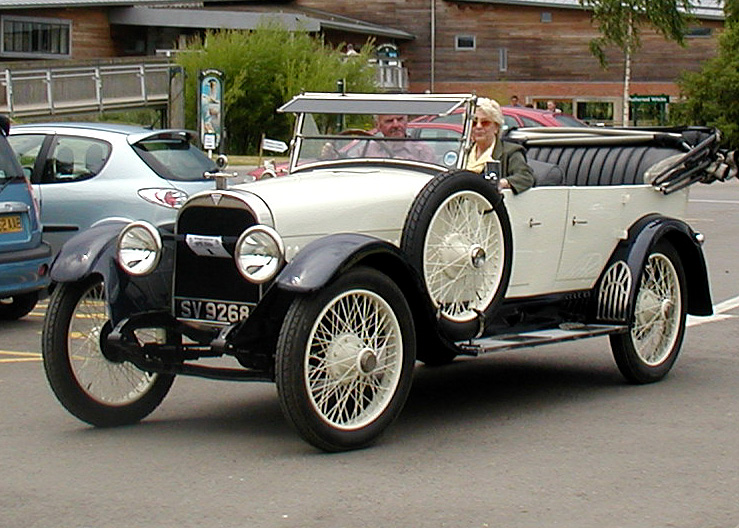
1917 هدسون فَيتون
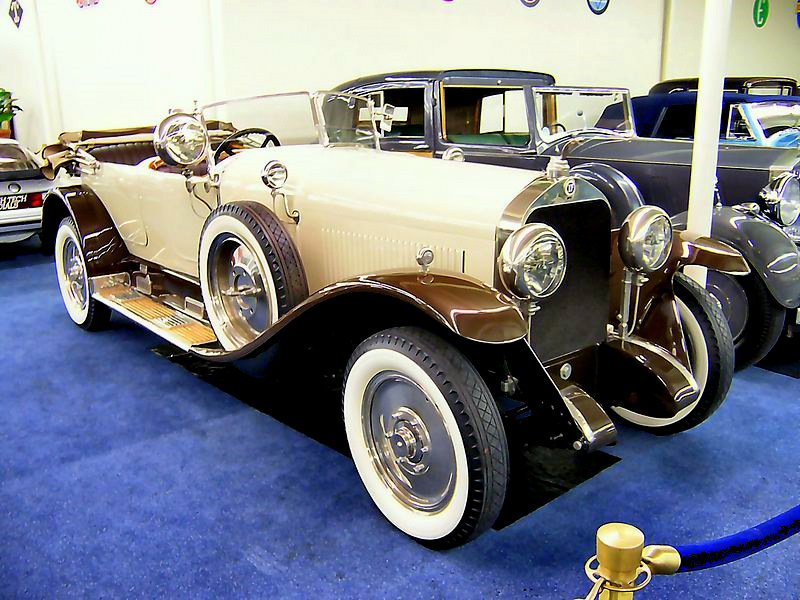
إيسوتا فراشيني تيبو 8 سالا
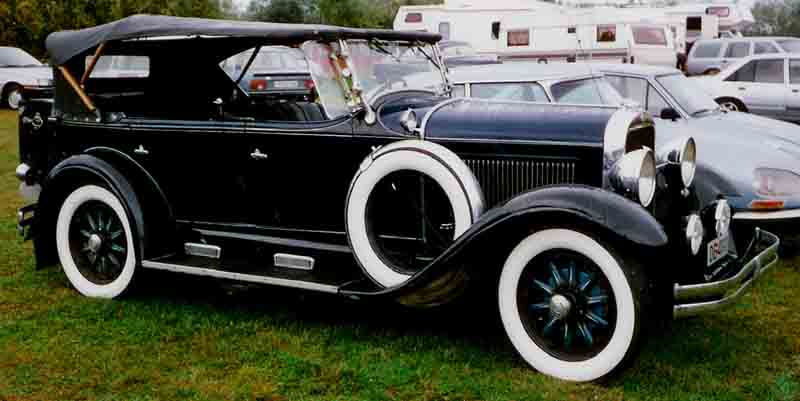
1930 ستوديبيكر
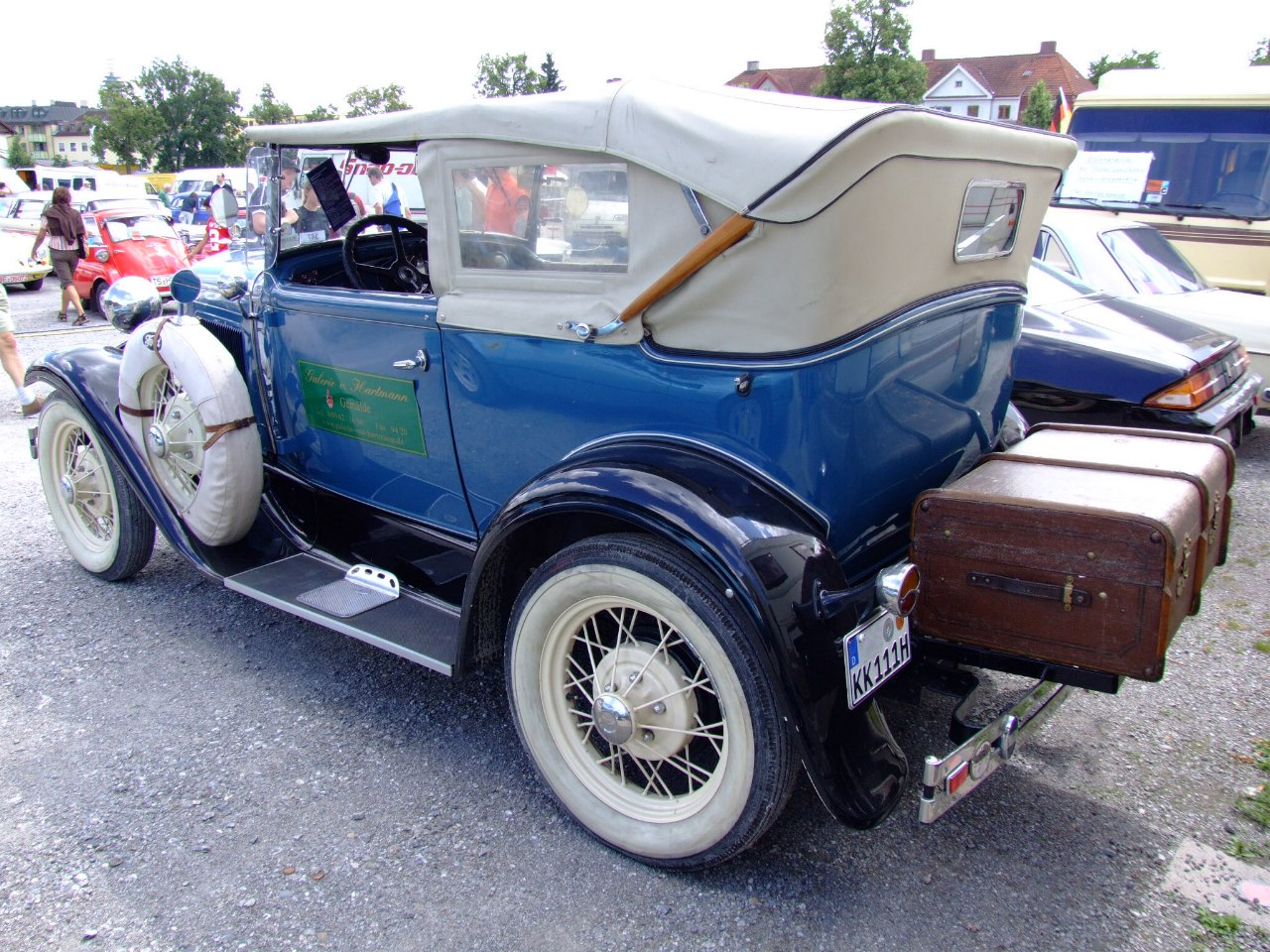
1930 فورد موديل أ
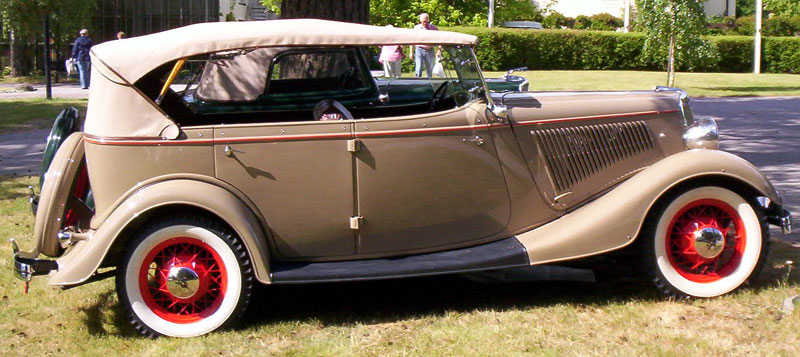
فورد 1932
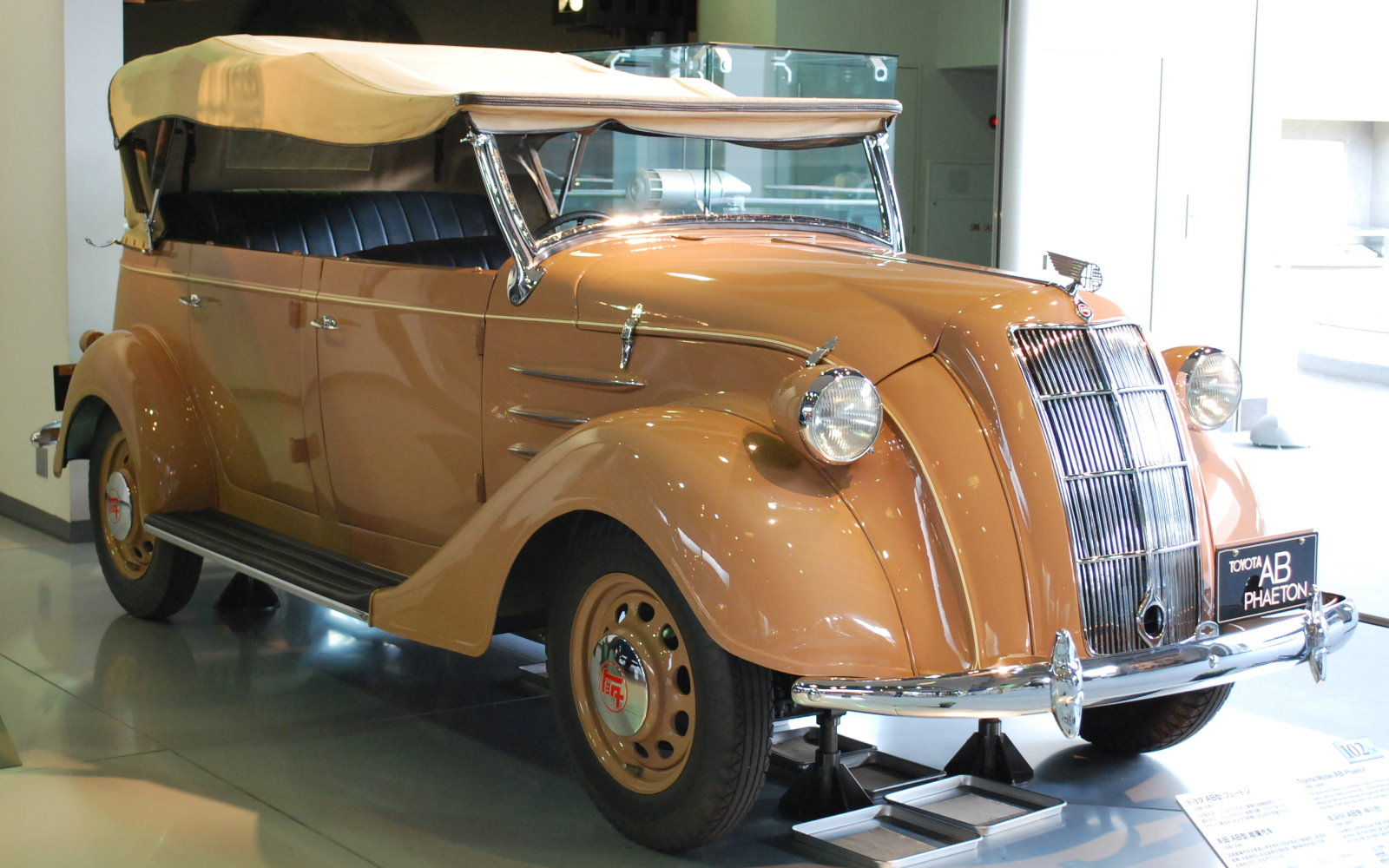
فيتون تويوتا الفئة

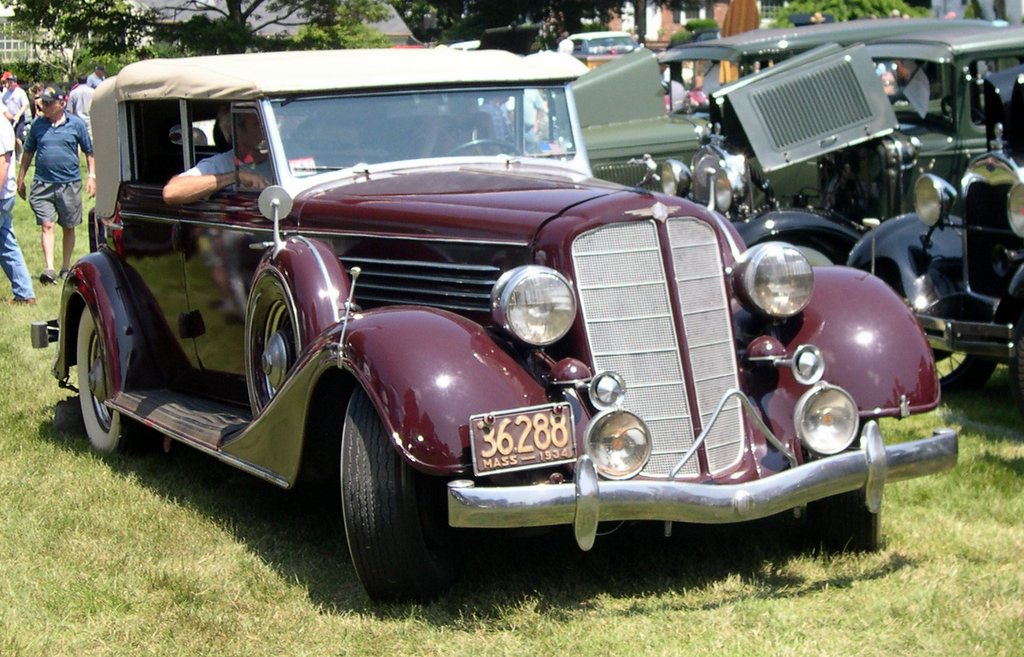
1934 بويك "سيارة مكشوفة"
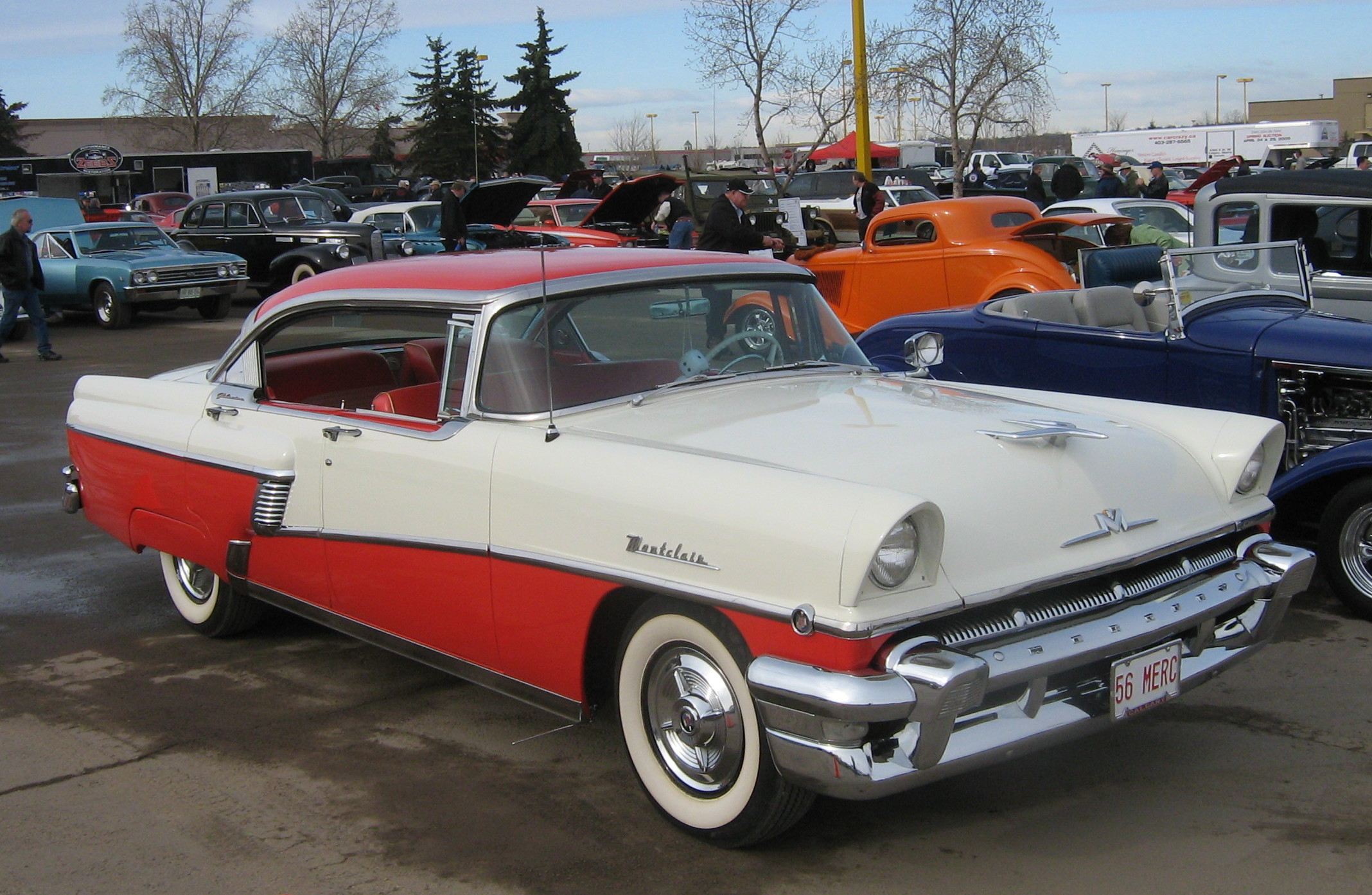
1956 ميركوري مونتكلير فيتون سيدان ذات سقف صلب بأربعة أبواب
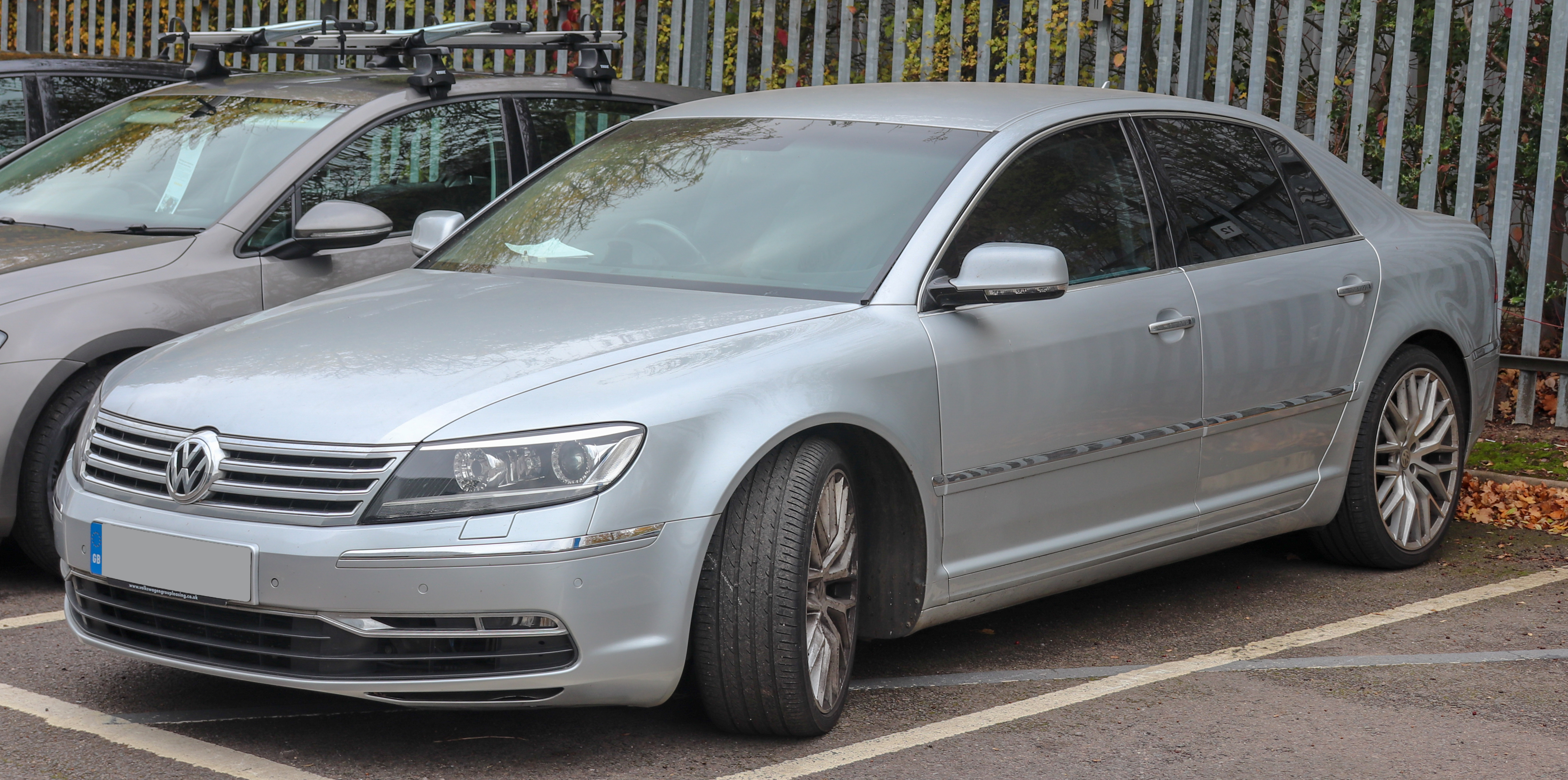
2013 فولكس فاجن فيتون - سيارة سيدان ذات سقف صلب بأربعة أبواب